# Escola de Hipismo de Volta Redonda
A Escola de Hipismo de Volta Redonda é uma escola de hipismo da cidade de Volta Redonda.
Mantida pela prefeitura, por meio da Fundação Beatriz Gama, ela é a única escola pública de Hipismo do Brasil. Os treinos e as aulas são ministradas na Pista de hipismo da Ilha São João.

## Prêmios

### Equipes
- 2012 - Campeonato Carioca de Hipismo - Título Estadual por Equipes.

### Individual

#### Campeonato Carioca de Hipismo
- 2012 - Pablo Souza, na categoria iniciante.
- 2012 - Carolina Viana terminou em primeiro no ranking geral.

#### Campeonato Brasileiro de Hipismo
- 2014 - Arthur Arruda campeão brasileiro na categoria 60 cm.
- 2013 - Rayane Baldine se sagrou campeã na categoria 80 cm.
- 2012 - Júlia Serra - Campeã brasileira individual
- 2012 - Na categoria principal (90 centímetros nos saltos por equipe), Gabriela Rodrigues e Ricardo Dornellas conquistaram a medalha de bronze.

Escola Municipal de Hipismo de Volta Redonda é Trí Campeã consecutiva.